# 哈萨克斯坦工会联合会
哈萨克斯坦工会联合会（缩写为ҚКФ，缩写为ФПРК，拉丁化为FPRK）是哈萨克斯坦的一个全国性工会联合会，前身为苏联时代的官方工会，现拥有150万会员。
哈萨克斯坦工会联合会是工会总联合会的成员。